# Contea di Sheridan (Nebraska)
La contea di Sheridan (in inglese Sheridan County) è una contea dello Stato del Nebraska, negli Stati Uniti. La popolazione al censimento del 2000 era di 6 198 abitanti. Il capoluogo di contea è Rushville.

## Comuni
- Gordon (city)
- Rushville (city)
- Clinton (village)
- Hay Springs (village)
- Whiteclay (CDP)